# Provincia delle Isole Canarie
Provincia delle Isole Canarie (in spagnolo: Provincia de Canarias) è il nome della ex provincia formata dalle isole Canarie. Questa provincia ha avuto la sua capitale, nella città di Santa Cruz de Tenerife. Dopo la divisione provinciale nel 1927 è stata divisa in due parti, la provincia di Santa Cruz de Tenerife che copre le isole occidentali delle isole Canarie e la provincia di Las Palmas nelle isole orientali.

## Storia
Il 30 novembre 1833 viene creata la Provincia delle Isole Canarie, che la Costituzione di Cadice del 1812 ha stabilito con un capitale di Santa Cruz de Tenerife. Tuttavia, sorse una rivalità con l'isola di Gran Canaria, a causa del fatto che la capitale è stata istituita sull'isola di Tenerife, ma finora, la città che ha servito per tre secoli come capitale de facto delle Canarie è stata la città di San Cristóbal de La Laguna si trova a Tenerife.
Nel 1912 è stata creata la Ley de Cabildos per cercare di soddisfare entrambe le parti. Questo non piacere a chi voleva una divisione provinciale, in particolare da Gran Canaria, e coloro che ha sostenuto l'autonomia regionale in particolare a Tenerife.
Nel 1927, durante la dittatura del generale Primo de Rivera la provincia delle Isole Canarie venne divisa in due diverse province: la Provincia di Las Palmas e la Provincia di Santa Cruz de Tenerife. Da quel momento, le città di Santa Cruz de Tenerife e Las Palmas de Gran Canaria ha condiviso il ruolo di capitale dell'arcipelago e della  Comunità Autonoma delle Isole Canarie.
Curiosità: la bandiera della Provincia delle Isole Canarie è praticamente eguale a quella della Scozia, riproducendo entrambe una croce di sant'Andrea bianca in campo azzurro.